# 湛江号导弹驱逐舰
“湛江”号导弹驱逐舰（舷号165）简称“湛江”舰，是052D型导弹驱逐舰二十三号舰，现服役于中国人民解放军海军南部战区海军驱逐舰第二支队。此舰乃是052D型导弹驱逐舰加长版的第十艘，也是“驱二支”所接收的第三艘052D型导弹驱逐舰。“湛江”舰由大船重工负责建造，排水量较052D基础型增加了500吨，其最大的改进之处就在于更换了可捕捉隐身战机的517C米波反隐身雷达、舰尾直升机甲板拉长约4米，以便直-20上舰、优化舰载指挥系统和数据链系统以适应体系化作战，增加舰首缆孔。

## 服役活动
2023年6月5日，应印度尼西亚海军邀请，解放军海军165号“湛江”舰、536号“许昌”舰赴印度尼西亚参加“科莫多-2023”多国海上联合演习。
2024年10月1日至2024年10月3日，为庆祝中华人民共和国成立75周年，解放军海军南海舰队组织舰艇开放，包括165号“湛江”舰、167号“深圳”舰以及071型985号“祁连山”舰。
2024年10月末，解放军海军“辽宁”舰与“山东”舰及两舰所辖驱护舰只于南海组成编队，编队规模包括3艘055型103号“鞍山”舰、106号“延安”舰、107号“遵义”舰，5艘052D型118号“乌鲁木齐”舰、120号“成都”舰、123号“淮南”舰、165号“湛江”舰（1艘舷号、舰名未知），1艘054A型（舷号、舰名未知）以及2艘901型901号“呼伦湖”舰、905号“查干湖”舰。
2025年7月3-7日，包括此艦、“山东”舰、“延安”舰及“运城”舰在內的海軍艦艇編隊，將訪問香港，而此艦與“运城”舰將於昂船洲海軍基地停泊，並於7月5-6日開放予公眾參觀。

### 老湛江舰
- 海权. . 战场. 2002, (第3册).
- 银河. . 舰载武器. 2010, (3月号).
- 悬崖. . 舰载武器. 2017, (1B).